# Mokushiroku no Yonkishi
Mokushiroku no Yonkishi (黙示録の四騎士?  lit. Los Cuatro Caballeros del Apocalipsis), también conocida como Four Knights of the Apocalypse en inglés, es una serie de manga escrita e ilustrada por Nakaba Suzuki. Siendo esta la secuela directa de la serie Nanatsu no Taizai. El manga se ha serializado en la revista Shūkan Shōnen Magazine de Kōdansha desde el 27 de enero de 2021, con sus capítulos recopilados en veintidós volúmenes tankōbon hasta el momento.
Una adaptación a serie anime de Telecom Animation Film se emitió desde el 8 de octubre de 2023 hasta marzo de 2024. 
En junio de 2021, la serie fue nominada al séptimo premio Next Manga Award en la categoría de mejor manga impreso.

## Argumento
Percival, un amable chico, vive con su abuelo en un lugar remoto llamado "Dedo de Dios"Sin embargo, el mundo no le permitirá vivir en paz, pues su encuentro con un misterioso caballero cambia su destino y se revela un impactante secreto, haciendo que el niño emprenda un viaje interminable dónde tendrá que atravesar numerosos desafíos juntó sus nuevos amigos para llegar a su objetivo.

## Personajes

### Cuatro Caballeros del Apocalipsis
Percival (パーシバル Pāshibaru?)
Seiyuu: Sho Komura
Un niño de 16 años criado en "God's Fighter" por su abuelo Vergease. Cuando su abuelo es asesinado por su padre Ironside, el chico emprende un viaje para vengar a su abuelo y descubrir su pasado. Es un de los Cuatro Caballeros del Apocalipsis representando a la muerte.
Sin/Lancelot (ランスロット Ransurotto?)
Seiyuu: Koki Uchiyama
Es un zorro rojo que ayuda a Percival y sus amigos en el desarrollo de su viaje. Más tarde se revela como Lancelot, el hijo de Ban y Elain y uno de los Caballeros del Apocalipsis representando a la guerra.
Tristan Liones (トリスタン＝リオネス Toristan Rionesu?)
Seiyuu: Ayumu Murase
Es el hijo de Meliodas y Elizabeth, el actual príncipe de Liones y uno de los Cuatro Caballeros del Apocalipsis representando a la peste.
Gawain (ガウェイン Gawein?)
Seiyuu: Fairouz Ai
Es la sobrina de Arthur Pendragon (el Rey de Camelot) y la heredera actual del "Sunshine" de Escanor. Es uno de los Cuatro Caballeros del Apocalipsis representando a la hambruna.

### Pelotón Percival
Donny (ドニー Donī?)
Seiyuu: Kikunosuke Toya
Es miembro de la compañía Katz Street Troupe que soñaba con convertirse en caballero sagrado, y el primero en unirse al grupo. Más tarde es nombrado miembro del Pelotón Percival junto con Nasiens y Anghalahad. Es el sobrino de Houzer, el actual Gran Caballero Sagrado de Liones.
Nasiens (ナシエンス Nashiensu?)
Seiyuu: Aino Shimada
Es un joven herbolario que vivía en Echo George junto con su abuelo adoptivo Ordo y su hermana Dolores (una gigante). Es el segundo miembro en unirse al grupo. Más tarde es nombrado como miembro del Pelotón Percival. Parece sentir algún tipo de afecto hacia él. Más tarde se revela que es hijo biológico de Diane y Harlequín "King", intercambiado con su hijo Mytrus al nacer.
Anghalhad (アングハルハッド Anguharuhaddo?)
Seiyuu: Kanna Nakamura
Es una chica testaruda que Percival y sus amigos conocen en Sistana, es la hija de ascendado rico y la tercera en unirse al grupo. Su sueño es convertirse en una caballero sagrado como lo fue su madre antes de morir, su sueño se cumple tras formar parte del Pelotón Percival junto con Donny y Nasiens. Tiene sentimientos por Percival solo que no los admite.

### Pelotón Tristán
Isolda (イゾルデ Izorude?)
Seiyuu: Atsumi Tanezaki
Es una caballero sagrado de Liones y miembro del Pelotón Tristán. Esta enamorada profundamente de Tristán.

Chion (キオン Kion?)
Seiyuu: Soma Saito
Es un caballero sagrado de Liones y miembro del Pelotón Tristán. Tiene una pésima actitud debido a una mala crianza con la mala Vivian durante sus primeros años cuando esta lo secuestró. Es el hijo de Gilthunder y Margaret Liones, la primera princesa.
Jade (ジェイド Jeido?)
Seiyuu: Shugo Nakamura
Es miembro del Pelotón Tristán y amigo de la infancia de Chion e Isolda. Esta secretamente enamorado de ella.

### Antagonistas
Ironside (イロンシッド Ironshiddo?)
Seiyuu: Toshiyuki Morikawa
Es un caballero del caos que sirve al Rey Arturo y el padre de Percival. Debido a la enfermedad de su único hijo Diodra se ve obligado a trabajar para Arturo.
Pellegarde (ペルガルド Perugarudo?)
Seiyuu: Rikiya Koyama
Es un caballero del caos del Reino de Camelot que sirve a Arturo. Parece valorar a Percival.
Arthur Pendragon (アーサー・ペンドラゴン Āsā Pendoragon?)
Seiyuu: Sachi Kokuryu
Es el ex rey del Camelot original y el actual rey del Reino Eterno. Tiene una extraña obsesión de liberar a Britannia de las razas no-humanas.

## Producción

### Desarrollo
Tras la conclusión del manga The Seven Deadly Sins con el lanzamiento de su 346o capítulo, el último capítulo de la serie, en el 17o número de Weekly Shōnen Magazine el 25 de marzo de 2020, el autor del manga, Nakaba Suzuki, anunció que su próxima serie serviría como secuela de The Seven Deadly Sins. El artista del manga también reveló que la nueva serie se titulaba tentativamente Los cuatro caballeros del Apocalipsis, que más tarde cambió al eliminar la palabra The al principio, dando al manga su título actual.
Mientras planeaba la historia para el manga, Suzuki originalmente deseaba usar el personaje de Tristán, que fue presentado al final de Los Siete Pecados Capitales como el hijo de Meliodas y Elizabeth Liones, para ser el protagonista de Cuatro Caballeros del Apocalipsis. Sin embargo, Suzuki finalmente cambió de opinión, no queriendo tener un personaje principal tan estrechamente relacionado con el elenco de su serie anterior. En su lugar, decidió tener a Percival, un personaje creado específicamente para la secuela, como protagonista. Durante una entrevista en abril de 2021, Suzuki comentó que, con respecto al diseño de Percival, se centra particularmente en la ternura del personaje al dibujarlo, agregando elementos que son capaces de resaltar esto en Percival, como su casco y su capa.

## Contenido de la obra

### Manga
Mokushiroku no Yonkishi está escrito e ilustrado por Nakaba Suzuki. Tras la conclusión del manga Nanatsu no Taizai con la publicación de su capítulo 346, el último de la serie, en el número 17 de la revista Shūkan Shōnen Magazine el 25 de marzo de 2020, se anunció por parte del autor del manga, que su próxima serie serviría como secuela de Nanatsu no Taizai.
La revista Shōnen Magazine de la editorial japonesa Kōdansha ha divulgado en su número 50, lanzado el 11 de noviembre de 2020, la fecha de lanzamiento oficial del manga para principios de 2021, publicandose por primera vez el 27 de enero.
La serie comenzó su serialización en la revista Shūkan Shōnen Magazine en el número 9, publicándose un nuevo capítulo del manga cada semana. Kodansha ha recopilado sus capítulos en volúmenes individuales tankōbon.

#### Lista de volúmenes
| N.º | Fecha de lanzamiento     | ISBN original          |
| --- | ------------------------ | ---------------------- |
| 1   | 16 de abril de 2021      | ISBN 978-4-06-522982-8 |
| 2   | 17 de junio de 2021      | ISBN 978-4-06-523579-9 |
| 3   | 17 de septiembre de 2021 | ISBN 978-4-06-524838-6 |
| 4   | 17 de noviembre de 2021  | ISBN 978-4-06-525999-3 |
| 5   | 17 de enero de 2022      | ISBN 978-4-06-526601-4 |
| 6   | 17 de marzo de 2022      | ISBN 978-4-06-527286-2 |
| 7   | 17 de mayo de 2022       | ISBN 978-4-06-527911-3 |
| 8   | 17 de agosto de 2022     | ISBN 978-4-06-528656-2 |
| 9   | 17 de noviembre de 2022  | ISBN 978-4-06-529487-1 |
| 10  | 17 de enero de 2023      | ISBN 978-4-06-529938-8 |
| 11  | 16 de marzo de 2023      | ISBN 978-4-06-530933-9 |
| 12  | 15 de junio de 2023      | ISBN 978-4-06-531567-5 |
| 13  | 17 de agosto de 2023     | ISBN 978-4-06-532614-5 |
| 14  | 17 de octubre de 2023    | ISBN 978-4-06-533154-5 |
| 15  | 17 de enero de 2024      | ISBN 978-4-06-534182-7 |
| 16  | 17 de abril de 2024      | ISBN 978-4-06-535177-2 |
| 17  | 17 de junio de 2024      | ISBN 978-4-06-535783-5 |
| 18  | 17 de septiembre de 2024 | ISBN 978-4-06-536519-9 |
| 19  | 15 de noviembre de 2024  | ISBN 978-4-06-537435-1 |
| 20  | 17 de febrero de 2025    | ISBN 978-4-06-538418-3 |
| 21  | 16 de abril de 2025      | ISBN 978-4-06-539096-2 |
| 22  | 16 de julio de 2025      | ISBN 978-4-06-539739-8 |
| 23  | 17 de septiembre de 2025 | ISBN 978-4-06-540661-8 |

### Anime
El 10 de mayo de 2022, se anunció que la serie recibiría una adaptación al anime. Está producida por Telecom Animation Film y dirigida por Maki Odaira, con guiones supervisados por Shigeru Murakoshi, diseños de personajes de Yōichi Takada y Kohta Yamamoto componiendo la música. El tema principal estará compuesto por Yamamoto y Hiroyuki Sawano. La serie se estrenó el 8 de octubre de 2023 en TBS y sus afiliados, y se emitirá durante dos cursos. El primer tema de apertura es «Up to Me!», interpretado por Little Glee Monster, mientras que el primer tema de cierre es «Friends Are For.», interpretado por Moon Child. El segundo tema de apertura es «Your Key», interpretado por JO1, mientras que el segundo tema de cierre es «Mikansei» (未完成?), interpretado por Zakinosuke. Netflix adquirió los derechos de transmisión de la serie.
Se anunció una segunda temporada el 23 de marzo de 2024. Se estrenará el 6 de octubre de 2024.

## Recepción

### Popularidad
En junio de 2021, Mokushiroku no Yonkishi fue nominada en la séptima edición del premio Next Manga Award en la categoría de Mejor manga impreso.

### Recepción crítica
Desde que comenzó su serialización, la serie ha recibido una recepción generalmente positiva tanto por parte de los fanáticos como de la crítica. Junko Kuroda dijo que el manga es "definitivamente una fantasía de aventuras que se puede disfrutar sin problemas", incluso para los fans que no están familiarizados con Nanatsu no Taizai.